# مرتضى فنوني زاده
مرتضى فنوني زاده (بالفارسية: مرتضی فنونی‌زاده) هو لاعب كرة قدم إيراني في مركز الدفاع، ولد في 23 فبراير 1961 في طهران في إيران. شارك مع منتخب إيران لكرة القدم. أما مع النوادي، فقد لعب مع نادي برسبوليس ونادي بورا طهران ونادي شاهين طهران.

## وصلات خارجية
- مرتضى فنوني زاده على موقع ناشيونال فوتبول تيمز (الإنجليزية)

لا توجد روابط لمواقع التواصل الاجتماعي.